# Jiří Ondra
Jiří Ondra (ur. 7 czerwca 1957 w Uherskim Hradišciu) – czeski piłkarz występujący na pozycji pomocnika. Wcześniej reprezentant Czechosłowacji.

## Kariera klubowa
Ondra karierę rozpoczynał w 1976 roku w drużynie Slavia Uherské Hradiště. W 1978 roku trafił do zespołu Bohemians ČKD Praga. W 1982 roku dotarł z nim do finału Pucharu Czechosłowacji, a w 1983 roku zdobył mistrzostwo Czechosłowacji. Przez 9 lat w barwach Bohemians rozegrał 213 spotkań i zdobył 19 bramek. W 1987 roku przeszedł do klubu First Vienna FC 1894, grającego w austriackiej Bundeslidze. Spędził tam cztery lata, a potem odszedł do ASV Hohenau, gdzie w 1993 roku zakończył karierę.

## Kariera reprezentacyjna
W reprezentacji Czechosłowacji Ondra zadebiutował 6 października 1982 roku w zremisowanym 2:2 meczu eliminacji Mistrzostw Europy 1984 ze Szwecją. W latach 1982–1987 w drużynie narodowej rozegrał łącznie 20 spotkań.